# کتابخانه توماس اسکات باکام
کتابخانه اسکات باکام یک کتابخانه تاریخی در ایالت مینه سوتا آمریکا، شهر فاریبوت (به‌انگلیسی:Faribault) است.

## تاریخچه
این کتابخانه در سال ۱۸۹۷میلادی فعالیت خود را آغاز کرد. در آن زمان ساختمان شهرداری در این کتابخانه بود. خانم آنا باکام همسر توماس اسکات باکام به یاد همسر وی این کتابخانه را به نام او نامگذاری کردند.

## معماری
معماری کتابخانه بیشتر شبیه خانه و اماکن در دوران یونانی‌ها است. دلیل طراحی ساختمان کتابخانه به این دلیل بود که آقای باکام خواننده و محقق، مشتاق ادبیات یونان بود. یک پنجره یونانی ساخته شده توسط چارلز جی کانیک از بوستون و در نمای ساختمان اصلی. علاوه بر این، یک نقاشی دیواری یونانی که صحنه‌هایی از آتن، اسپارتا، دلفی و المپیا را به تصویر می‌کشد که تمام این نقش‌ها در طبقه دوم دیده می‌شود. نقاشی‌های بر روی این دیواری توسط آلفرد جی هیسلوپ نقاشی شده‌است.